# Norops poecilopus
Norops poecilopus är en ödleart som beskrevs av  Cope 1862. Norops poecilopus ingår i släktet Norops och familjen Polychrotidae. Inga underarter finns listade i Catalogue of Life.